# Siphonophora obscurior
Siphonophora obscurior är en mångfotingart som beskrevs av Chamberlin 1920. Siphonophora obscurior ingår i släktet Siphonophora och familjen Siphonophoridae. Inga underarter finns listade i Catalogue of Life.